# Дуа Ліпа
Ду́а Лі́па (англ. Dua Lipa; нар. 22 серпня 1995, Лондон, Велика Британія) — британська співачка косовського походження, авторка пісень, дизайнерка і модель. Володарка багатьох нагород, серед яких сім Brit Awards, три Греммі, дві премії MTV Europe Music Awards, премія MTV Video Music Awards, дві премії Billboard Music Awards, премія American Music Awards та два рекорди Гіннеса. Її хіти «New Rules» та «No Lie» мають понад 1 мільярда переглядів на YouTube. «New Rules» має понад 3 мільярди переглядів на YouTube.
2 червня 2017 року відбувся реліз її однойменного дебютного альбому. Він посів третє місце в UK Albums Chart; окремо від альбому вийшло вісім синглів, два з яких: «Be the One» і «New Rules» потрапили в перші топ-10 чартів. Сингл «New Rules» станом на листопад 2018 року посідає 49 місце у топі найпопулярніших відео в YouTube, є синглом №1 в Великій Британії, досяг шостої позиції в чарті США. Альбом став платиновим в багатьох країнах світу, отже Дуа Ліпа отримала в 2018 році премію Brit Awards в номінаціях «Британська сольна артистка» та «Британський прорив». 
Сингл Ліпи та Келвіна Гарріса «One Kiss» в 2018 році посів перше місце в Великій Британії та став синглом, який довше за всі інші зберігав першу позицію в чарті, завдяки тому, що його випустила співачка, що здобула премію Brit Awards 2019 в номінації «Пісня року». 2019 року Дуа Ліпа здобула премію Греммі в номінаціях «Кращий новий виконавець» та «Кращий танцювальний запис» за сумісну з Silk City пісню «Electricity». Того ж року співачка випустила сингл «Don't Start Now» як головний сингл свого другого студійного альбому «Future Nostalgia». Музичне відео на пісню менш ніж за місяць набрало 50 мільйонів переглядів на YouTube. Посівши друге місце в Великій Британії та США наприкінці року, це була комерційно найуспішніша пісня виконавиці в США у 2020 році. За нею вийшли сингли «Physical», «Break My Heart», «Levitating», які також увійшли до десятки найкращих, а останній з них посів перше місце в чарті США наприкінці 2021 року.
«Future Nostalgia» отримав визнання критиків та шість номінацій на Греммі: «Альбом року», «Запис року», «Найкращий сольний поп-альбом», «Пісня року» (за пісню «Don't Start Now»), «Найкраще сольне виконання поп-композиції» (за пісню «Don't Start Now»), «Найкраще поп-виконання дуетом або гуртом» (за пісню «Un Día (One Day)» з J Balvin, Bad Bunny, Tainy). Альбом став її першим альбомом №1 в Великій Британії та допоміг Ліпі перемогти у номінаціях «Британська сольна виконавиця» та «Британський альбом року» на премії Brit Awards 2021. Його лід-сингл «Don't Start Now» найдовше залишався в першій десятці для британської виконавиці в UK Singles Chart та потрапив до першої п'ятірки чарту Billboard Hot 100 за підсумками 2020 року. Успіх альбому продовжився з наступними синглами «Physical», «Break My Heart» і «Levitating», останній з яких очолив чарт Billboard Hot 100 у 2021 році та отримав діамантовий сертифікат у США. 2021 року співачка була включена у список Time 100. Згодом Ліпа записала свої третій і четвертий сингли № 1 у Великій Британії: «Cold Heart (Pnau remix)» з Елтоном Джоном 2021 року та «Dance the Night» як саундтрек до фільму «Барбі» 2023 року, у якому вона також дебютувала як акторка.
У 2024 році Ліпа випустила свій третій студійний альбом «Radical Optimism», який дебютував на вершині UK Albums Chart, а йому передували сингли з топ-10 Великої Британії «Houdini», «Training Season» та «Illusion». Вона також зіграла роль другого плану в шпигунському фільмі «Арґайл». Ліпа була включена до списку найбагатших людей від Sunday Times за 2024 рік із оціночним статком у 90 мільйонів фунтів стерлінгів. У 2024 році вона увійшла до списку 100 найвпливовіших людей світу за версією Time.

## Біографія
Народилася 22 серпня 1995 року в Лондоні, в сім'ї етнічних албанців з Приштини, Косова, які залишили батьківщину в 1990-х рр. Мати — Анеса Ліпа (до шлюбу Рекса), працює у сфері туризму, батько — Дукагжин Ліпа, був солістом та гітаристом в косовському рок-гурті Oda. За словами Дуа Ліпи, саме батько прищепив їй любов до музики. Сестра — Ріна Ліпа, брат — Джин Ліпа. Дуа Ліпа — її справжнє ім'я, з албанської мови «Дуа» перекладається як «Я кохаю». Родина Ліпи є мусульманами.
У Лондоні Ліпа відвідувала початкову школу Фітцджона, де на уроках музики її також навчали грі на віолончелі. Коли Дуа намагалася записатися у шкільний хор, вчителька вокалу відмовила їй, сказавши, що Ліпа не вміє співати. В віці дев'яти років вона почала брати на вихідних уроки вокалу в театральній школі Сильвії Янг. 2008 року повернулася з батьками в Косово у зв'язку з проголошенням незалежності республіки. У 15 років знову поїхала в Лондон, щоб розпочати кар'єру співачки. Жила там зі своїми друзями. У 14 років почала викладати на YouTube кавер-версії на пісні своїх улюблених виконавиць, серед яких були Крістіна Агілера, Аліша Кіз та Неллі Фуртаду. У 16 років почала кар'єру моделі. Крім того, Ліпа також працювала офіціанткою та хостес. 2013 року Дуа знялася в рекламі шоу The X Factor, виконавши в ній пісню Sister Sledge «Lost In Music».

## Кар'єра

### 2015—18: Прорив і «Dua Lipa»

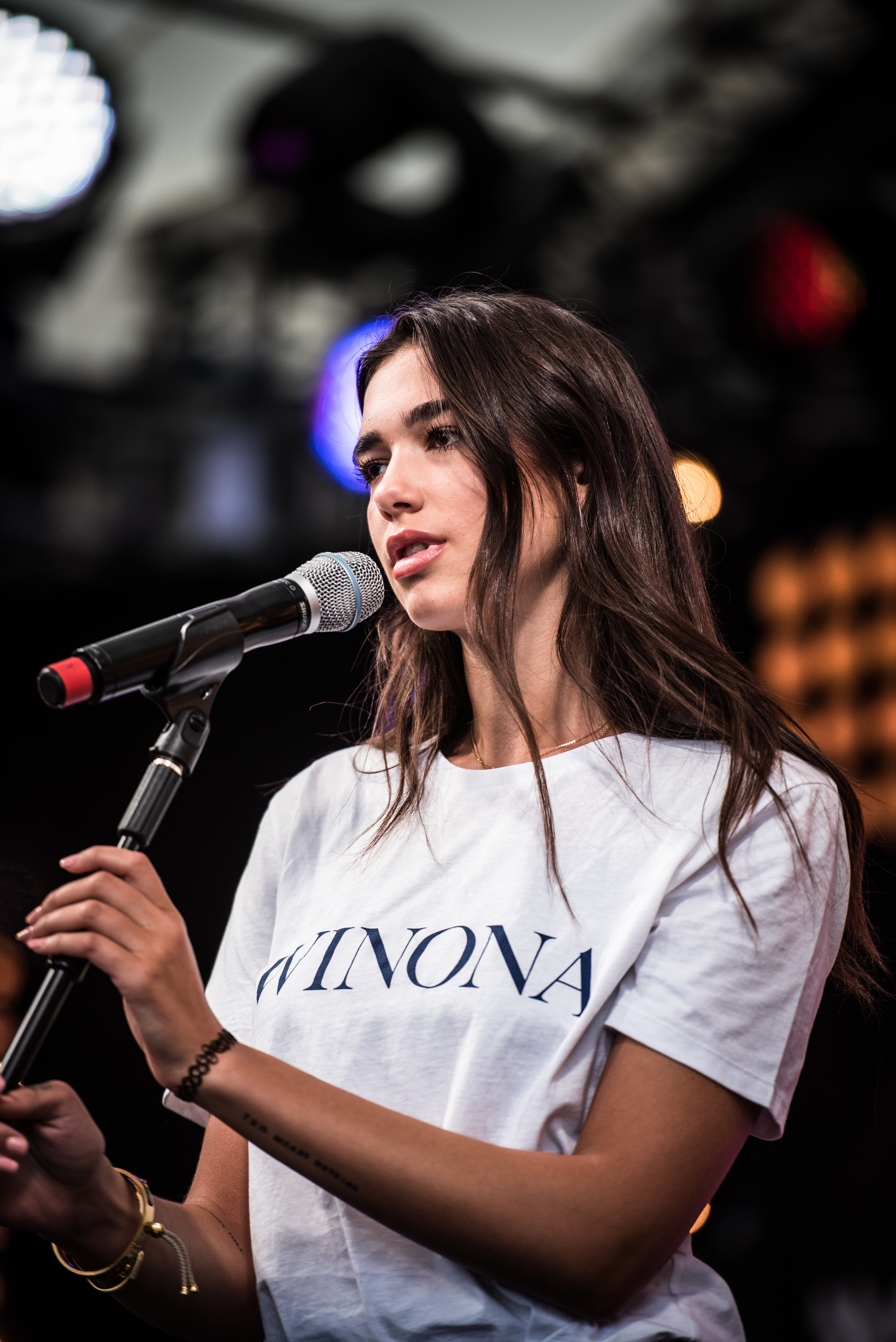
Дуа Ліпа у 2016 році

У 2015 році Ліпа почала працювати над своїм дебютним альбомом на лейблі Warner Bros. Records. У серпні того ж року вона випустила свій дебютний сингл «New Love», продюсерами якого виступили Емілі Хейні та Ендрю Уотт. У жовтні 2015 року відбувся випуск другого синглу «Be the One». Авторкою пісні виступила Люсі «Поус» Тейлор. Він мав успіх у Європі, досягнувши першого місця в Бельгії, Польщі і Словаччині, а також потрапив до першої десятки 11 європейських країн. В Австралії та Новій Зеландії пісня посіла 6 і 20 місця, відповідно.
Свій музичний стиль співачка визначає як «дарк-поп». 30 листопада 2015 року вона була номінована на включення в список Sound of…2016. У січні 2016 року розпочався її перший концертний тур Великою Британією і Європою. Тур завершився у листопаді 2016 року.
18 лютого 2016 року Дуа Ліпа випустила свій третій сингл «Last Dance», за яким 6 травня того ж року презентувався четвертий сингл «Hotter than Hell». Він став хітом у всьому світі, зокрема у Великій Британії, де зумів досягти 15 місця. 26 серпня відбувся реліз п'ятого синглу «Blow Your Mind (Mwah)», що досягнув 30 місця в Великій Британії. Він став першим синглом співачки, якому вдалося потрапити до US Billboard Hot 100, досягнувши 72 позиції. «Blow Your Mind (Mwah)» також зумів потрапити до Billboard Dance Club Songs Chart і досягти 23 місця в Billboard Mainstream Top 40.
У листопаді 2016 року Шон Пол за участю Ліпи випустив сингл «No Lie», котрий досяг десятої позиції у Великій Британії. Пісня увійшла до десятки кращих в десяти країнах через шість років після її випуску, а станом на грудень 2022 року вона стала найпопулярнішою песнею Шона Пола. Станом на січень 2023 року кліп до пісні (режисер Тім Накаші) має 1 мільярд переглядів на YouTube.
У грудні 2016 року за підтримки журналу «The Fader» був знятий документальний фільм про співачку, See in Blue. У січні 2017 року Ліпа виграла EBBA Public Choice Award. Того ж місяця Мартін Ґаррікс за участю Ліпи випустив сингл «Scared to Be Lonely», який досяг 14 місця у Великій Британії. 21 квітня 2017 року Ліпа та Miguel випустили сингл «Lost In Your Light», а 26 травня вийшов кліп до нього. У травні 2017 року співачка виступила на ювілеї індонезійського телеканалу SCTV та здобула нагороду в номінації «Молодий і багатообіцяльний міжнародний артист» на церемонії вручення SCTV Music Awards.
2 червня 2017 року вийшов її однойменний дебютний альбом. Її сьомий сингл «New Rules» зумів досягти першого місця у Великій Британії. Таким чином він став також першим за два роки синглом жінки-виконавиці, який досяг вищих чартів Великої Британії з часів пісні  Адель 2015 року «Hello». Пісня стала найпродаванішим синглом на сьогоднішній день і зуміла потрапити в топ-10 різних країн, включаючи 2 місце в Австралії і 7 місце в Канаді, а також 11 місце в США. Того ж в червня Ліпа виступила на Glastonbury Festival. Наступного місяця вона виступила на фестивалі We The Fest, а в жовтні — на BBC Later... із Джулсом Голландом. У грудні 2017 року Ліпа посіла перше місце на стрімінговому сервісі Spotify серед жінок-виконавиць за кількістю прослуховувань/переглядів користувачами з Великої Британії. Чотири сингли зуміли потрапити в десятку кращих 2017 року: «Be the One», «Bridge over Troubled Water» (благодійний сингл Саймона Коуелла, записаний для сімей жертв пожежі в будівлі Grenfell Tower у Лондоні), «New Rules» і «No Lie».
У січні 2018 року Ліпа була номінована в п'яти номінаціях Brit Awards: «Британська сольна виконавиця», «Британський прорив», «MasterCard Британський альбом року» за альбом «Dua Lipa», «Британська пісня року» за пісню «New Rules» і «Британське відео року» за кліп на пісню «New Rules». Це перший випадок, коли жінка-виконавиця отримала п'ять номінацій на Brit Awards. Вона виступила на церемонії нагородження і перемогла в номінаціях «Британська сольна виконавиця» і «Британський прорив».
12 січня 2018 Ліпа випустила сингл «IDGAF», того ж дня вийшов кліп до нього. «IDGAF» дебютував під номером 55 в UK Singles Chart. На восьмий тиждень в чарті пісня досягла номеру 3. Вона залишила чарт через 21 тиждень, протримавшись у ньому 29 тижнів.
Через соціальні мережі Ліпа оголосила, що працює над матеріалом для свого другого студійного альбому. Вона співпрацює з MNEK, який був співавтором її синглу «IDGAF».
Також Ліпа працювала з продюсером Whethan над піснею «High», яка увійшла в саундтрек фільму П'ятдесят відтінків свободи, що вийшов в лютому 2018 року.
6 квітня 2018 року Ліпа випустила спільний з  Кельвіном Харрісом сингл «One Kiss», який 20 квітня очолив британський хіт-парад UK Singles Chart, ставши другим для Ліпи чарттопером у Великій Британії. Ліпа була не тільки вокалісткою цього треку, але і його співавторкою. Сингл став найпродаванішим синглом у Великій Британії у 2018 році та очолював чарти протягом восьми тижнів.
8 травня було анонсовано участь Ліпи в церемонії відкриття  Фіналу Ліги чемпіонів УЄФА (2018).
26 травня 2018 співачка виступила перед фіналом Ліги Чемпіонів УЄФА в Києві на стадіоні НСК «Олімпійський» (одну з пісень виконала разом із Шоном Полом). Ефір транслювався у 220 країнах світу.
У тому ж місяці вона оголосила, що її другий альбом, реліз якого можливо відбудеться в 2019 році, буде під впливом Прінса і OutKast. Також було повідомлено, що вона планує співпрацювати з різними виконавцями впродовж усього 2018 року, зокрема з проєктом Марка Ронсона і Diplo — Silk City. Ронсон пізніше підтвердив, що їхня сумісна з Ліпою пісня називається «Electricity». Пісня вийшла 9 вересня. Ліпа також брала участь у записі пісні «If Only», — пісні з шістнадцятого альбому Sì італійського співака Андреа Бочеллі.

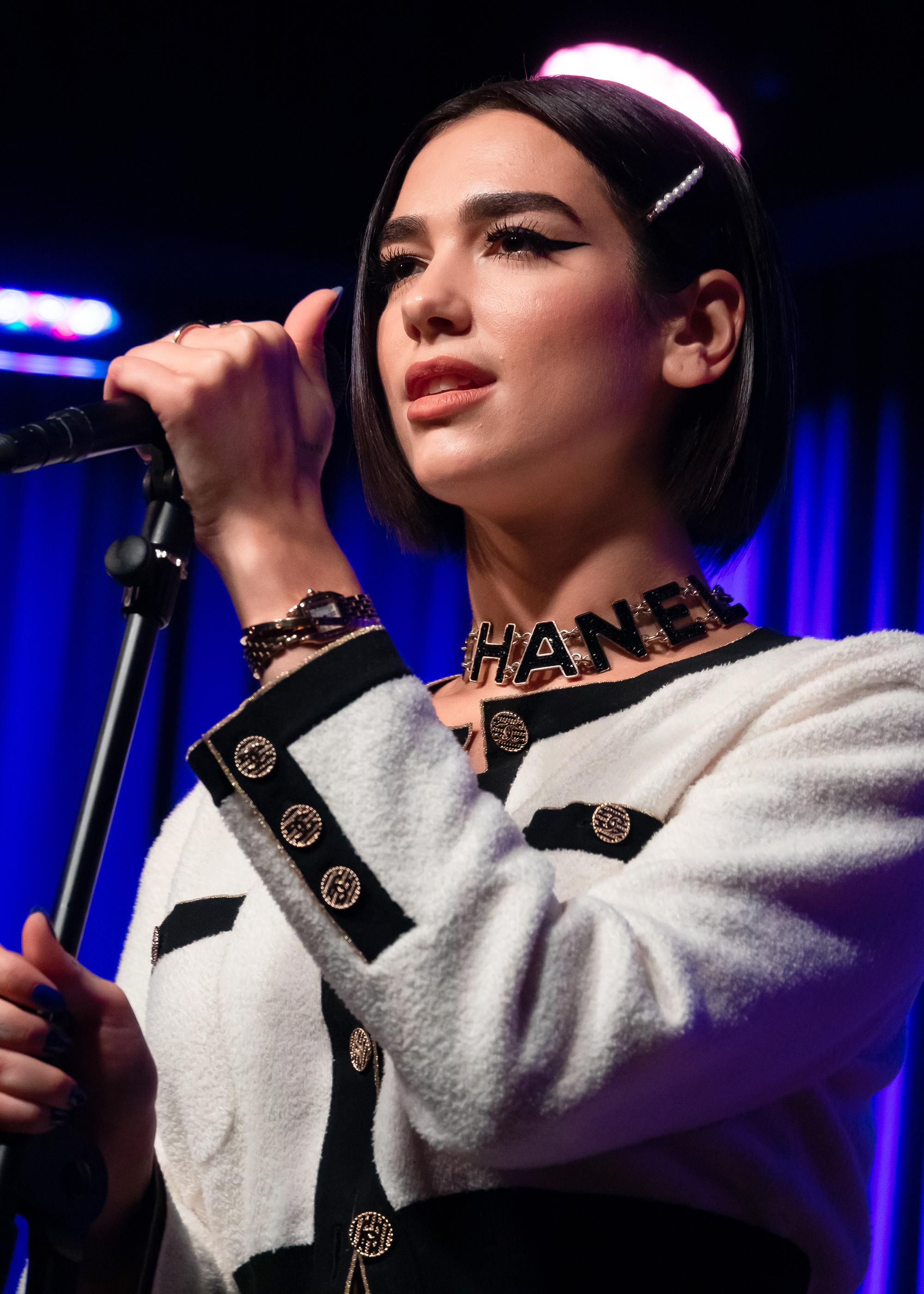
Дуа Ліпа у 2018 році

В вересні Ліпа виступила на F1 Singapore Grand Prix. Того ж місяця, Дуа Ліпа схвалила новий електромобіль I-PACE британської марки автомобілів Jaguar. Бренд створив ремікс на пісню Ліпи «Want To» та запустив сервіс, де шанувальники могли створити власну версію пісні Дуа Ліпи та Jaguar на вебсайті Join the Pace, спираючись на їхню поведінку за кермом або на музику, яку вони слухають, та ділитися нею в соціальних мережах. Згідно з командою Дуа Ліпи, Jaguar та Ліпа встановили світовий рекорд як «Пісня з найбільшою кількістю реміксів».  
У жовтні вийшло перевидання альбому «Dua Lipa» — «Dua Lipa: The Complete Edition», до якого увійшли три нові пісні, включаючи вищезгадану «Want To», та останні колаборації Ліпи. До альбому також увійшла пісня з південно-корейським дівочим гуртом Blackpink «Kiss and Make Up».

### 2019—2022: «Future Nostalgia»

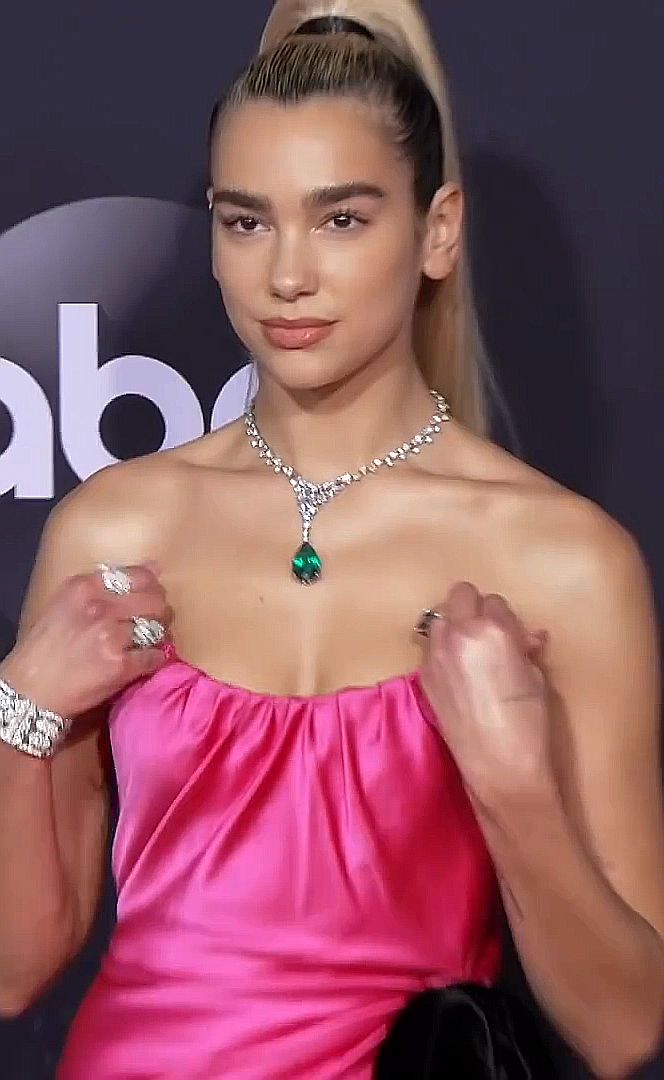
Дуа Ліпа на премії American Music Awards 2019

У січні 2019 року Ліпа випустила сингл «Swan Song», який став частиною саундтреку до фільму «Аліта: Бойовий ангел». Того ж місяця Ліпа заявила, що попередній рік вона провела у процесі написання свого другого студійного альбому. Співачка зазначила, що звучання альбому буде «ностальгійним» поп-записом, «схожим на танцювальний клас».
У лютому 2019 Ліпа виграла дві статуетки Греммі у номінаціях «Кращий новий артист» та «Кращий танцювальний запис» (разом з Silk City за пісню «Electricity»). Того ж місяця Ліпа перемогла в номінації «Британський сингл року» (разом з Кельвіном Харрісом за пісню «One Kiss») на премії Brit Awards. На цій премії Ліпа також отримала номінації «Британське відео року» (за кліп на пісню «IDGAF») та «Британський сингл року» (за пісню «IDGAF»).
У серпні 2019 року Ліпа уклала партнерську угоду з брендом Yves Saint Laurent, щоб рекламувати їхній аромат Libre.
У жовтні 2019 року Ліпа видалила усі дописи на своїх сторінках в Instagram та Twitter, а також змінила фото профілів на однотонне бірюзове фото, через що шанувальники припустили, що співачка таким чином анонсує нову музичну еру. 22 жовтня Ліпа поділилася в Instagram фрагментом з кліпу до нової пісні. 24 жовтня вона оприлюднила назву нової пісні — «Don't Start Now», а також дату її виходу — 1 листопада.
«Don't Start Now» посіла друге місце як і в UK Singles Chart, так і в US Billboard Hot 100, а також перше місце в чарті US Billboard Mainstream Top 40. У грудні Дуа Ліпа оприлюднила назву свого нового альбому — «Future Nostalgia». Наступним синглом Ліпи до випуску альбому був сингл «Physical». Пісня вийшла 30 січня 2020 року, а кліп на неї вийшов на день пізніше. Пісня дебютувала під номером 60 в американському Billboard Hot 100.
Спершу альбом «Future Nostalgia» планувалося випустити 3 квітня, але наприкінці березня альбом злили в мережу, тож Ліпа заявила, що дата релізу альбому переноситься на 27 березня. За два дні до виходу альбому вийшов третій сингл «Break My Heart». «Future Nostalgia» отримав визнання критиків, дебютував під номером два в Official UK Albums Chart, а чотири сингли з альбому увійшли до топ-десять Official Singles Chart. На момент випуску альбому Ліпа стала першою британською артисткою після Віри Лінн, у якої було три сингла в десятці кращих за один календарний рік (у Лінн було три сингла в 1952 році). Згодом Ліпа побила цей рекорд синглом «Levitating», який також потрапив до першої десятки чарту Billboard Hot 100, ставши її третьою десяткою в США загалом. Музичне відео Ліпи на пісню «Physical» у 2020 році отримало номінацію «Кращий арт-постановник» на Berlin Music Video Awards. Художній керівник музичного відео — Анна Коломер Ноуг.
23 липня 2020 року вийшов сингл Джей Бальвіна «Un Día (One Day)», записаний за участю Дуа Ліпи, Bad Bunny та Tainy. 11 серпня Дуа Ліпа була призначена глобальним послом французького бренду мінеральної води Évian. Ліпа написала в соціальних мережах, що для неї «було честю» працювати з брендом. 13 серпня Ліпа випустила ремікс на пісню «Levitating» разом з американськими артистками Мадонною та Міссі Елліотт. Він став лід-синглом Club Future Nostalgia — збірки реміксів треків Future Nostalgia від The Blessed Madonna та Марка Ронсона, який вийшов 28 серпня. 2 жовтня 2020 Ліпа випустила другий ремікс пісні «Levitating» разом із американським репером DaBaby. Того ж дня вийшов кліп до реміксу.
30 жовтня Ліпа та бельгійська співачка Анжель випустили сумісну пісню «Fever». 19 листопада вийшла пісня «Prisoner» — пісня Майлі Сайрус, записана за участю Ліпи. Пісня увійшла до сьомого студійного альбому Сайрус «Plastic Hearts». 27 листопада Ліпа виступила на онлайн-концерті Studio 2054, де вона виконала пісні з альбому «Future Nostalgia», нову невидану пісню з FKA Twigs, та деякі свої попередні сингли, такі як «New Rules», «One Kiss» та «Electricity». На онлайн-концерті також виступили The Blessed Madonna, Анжель, Кайлі Міноуг, Елтон Джон та інші. «Future Nostalgia» був названий найстрімінговішим жіночим альбомом (та п'ятим у загальному заліку) на Spotify у 2020 році. Того ж листопада Ліпа отримала шість номінацій на премії Греммі — «Альбом року» (за альбом «Future Nostalgia»), «Запис року» (за альбом «Future Nostalgia»), «Найкращий сольний поп-альбом» (за альбом «Future Nostalgia»), «Пісня року» (за пісню «Don't Start Now»), «Найкраще сольне виконання поп-композиції» (за пісню «Don't Start Now»), «Найкраще поп-виконання дуетом або гуртом» (за пісню «Un Día (One Day)», що також зробило її однією з найномінованіших артистів на премії Греммі-2021. 19 грудня співачка виступила на Saturday Night Live.
11 лютого 2021 року Ліпа випустила сингл «We’re Good», а також кліп до нього, частина якого знімалася в Києві. Того ж дня відбулося перевидання альбому «Future Nostalgia» — «Future Nostalgia: The Moonlight Edition», до якого увійшли шість нових пісень. 26 лютого турецька співачка Алейна Тілкі випустила свій дебютний англомовний сингл «Retrograde», написаний у співавторстві з Ліпою. У березні Дуа Ліпа перемогла у номінації «Найкращий сольний поп-альбом» (за альбом «Future Nostalgia») на премії Греммі. У травні співачка перемогла у номінаціях «Найкращий британський поп-альбом» (за альбом «Future Nostalgia») та «Найкраща британська співачка» на премії Brit Awards. 
4 червня Ліпа випустила пісню «Can They Hear Us» із саундтреку до фільму «Яр». У липні посмертно вийшов сингл репера Pop Smoke «Demeanor», записаний за участю Ліпи. 13 серпня Ліпа випустила сумісну з Елтоном Джоном пісню «Cold Heart (Pnau remix)», яка стала лід-синглом студійного альбому Джона «The Lockdown Sessions». 15 жовтня сингл посів перше місце в UK Singles Chart, ставши третьою піснею Ліпи, що досягла такого успіху. 
У лютому 2022 року Ліпа запустила щотижневий інформаційний бюлетень під назвою Service95, та супроводжуючий його підкаст Dua Lipa: At Your Service. 
18 лютого джерело, близьке до ситуації, повідомило видавництву Variety, що Ліпа розійшлася зі своїм менеджментом TaP Management. Джерело також повідомило, що наразі співачка не зустрічається з іншими фірмами, але планує зробити це в майбутньому.  

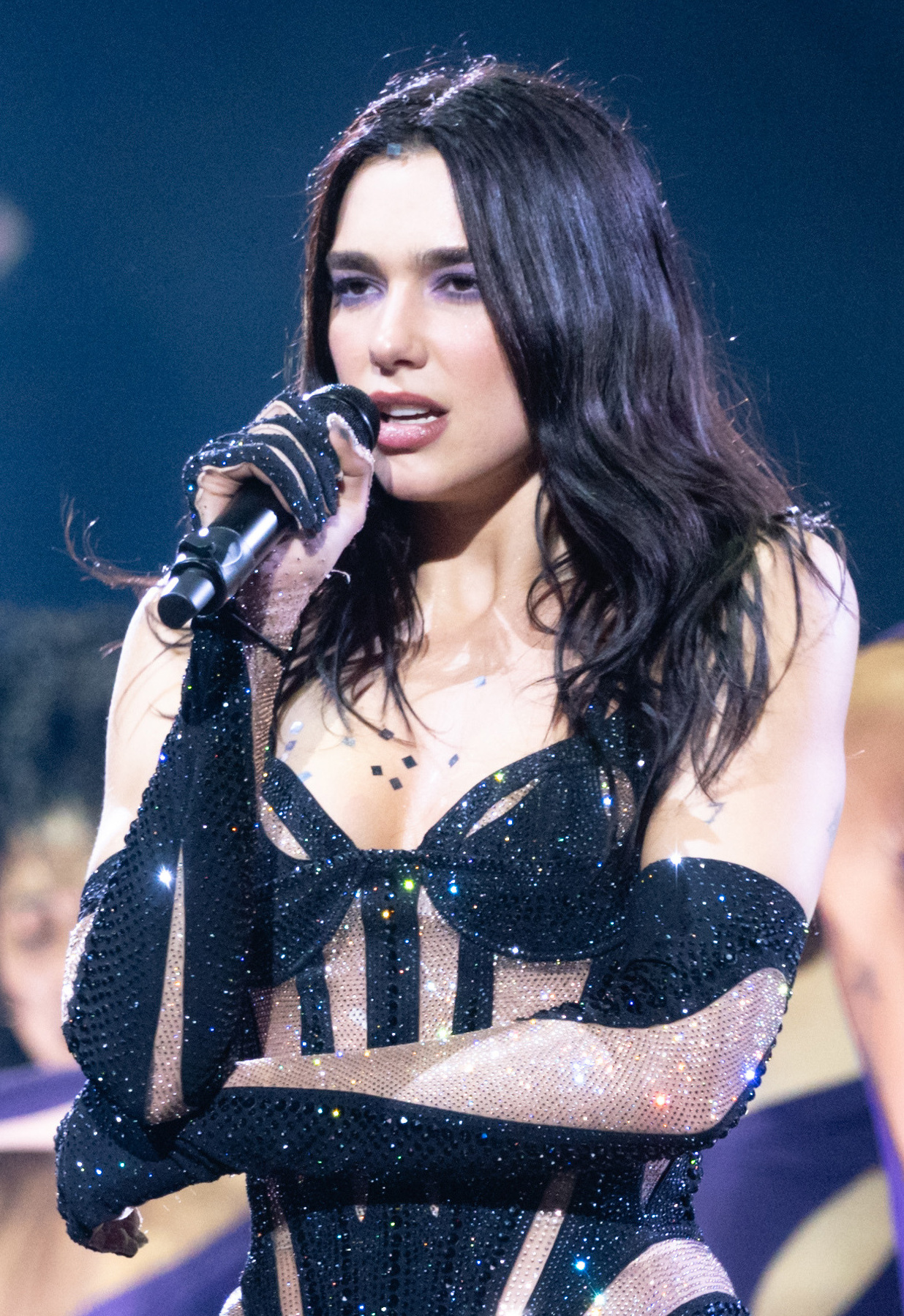
Дуа Ліпа виступає у 2022 році

11 березня 2022 року Ліпа та Megan Thee Stallion випустили сингл «Sweetest Pie» та кліп до нього.  Пісня також стала лід-синглом другого студійного альбому Меган «Traumazine». 27 травня Ліпа співпрацювала з Келвіном Гаррісом та Young Thug, щоб випустити сингл «Potion», який став лід-синглом шостого студійного альбому Гарріса «Funk Wav Bounces Vol.2».

### 2023—теперішній час: дебют в кіно та третій студійний альбом «Radical Optimism»
23 травня 2023 року Дуа випустила пісню «Dance the Night», яка стала саундтреком до фільму «Барбі». Крім того, у фільмі Ліпа зіграла роль русалки Барбі.
1 листопада 2023 року Ліпа оголосила про випуск свого нового синглу «Houdini», запланований на 9 листопада 2023 року. Очікується, що сингл стане лід-синглом з її майбутнього третього студійного альбому. Того ж дня, коли був випущений сингл, Ліпа сказала, що Кевін Паркер, який продюсував «Houdini» з Денні Л. Гарлем, був серед її «основних співавторів» над альбомом.
25 січня 2024 року вона анонсувала свій новий сингл «Training Season», який був випущений 15 лютого. 11 квітня вийшов сингл «Illusion», кліп до якого зняли українці Таня Муїньо та Микита Кузьменко.

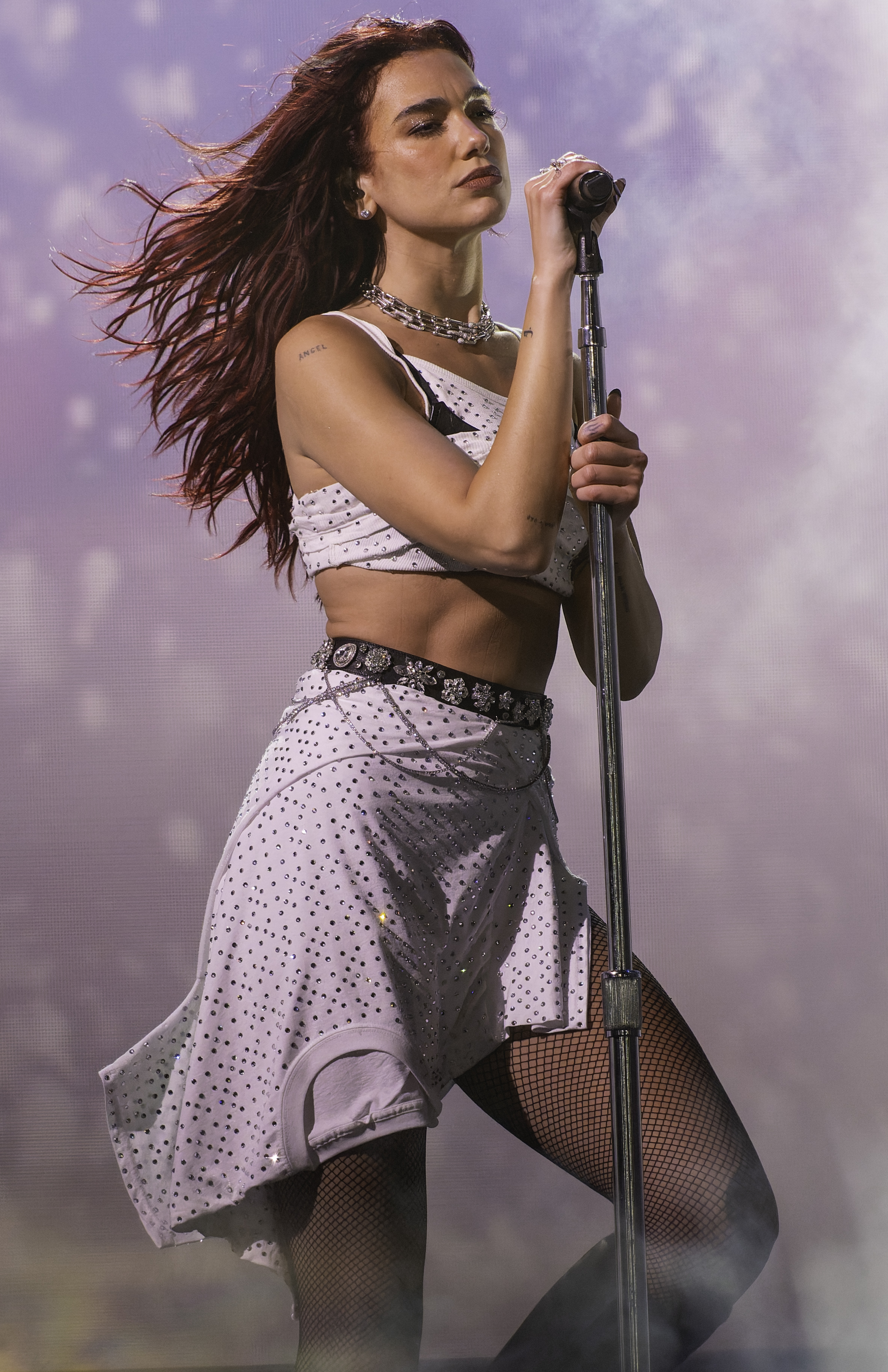
Дуа Ліпа виступає на фестивалі Glastonbury у 2024 році

3 травня 2024 року вийшов її третій студійний альбом «Radical Optimism». Співачка оголосила, що у червні планує відправитися у міні-тур європейськими аренами, а у листопаді — азійськими. У тому ж році вийшов фільм «Арґайл», одну з ролей в якому зіграла Ліпа. У червні 2024 року вона стала хедлайнеркою фестивалю Glastonbury 2024. 17 жовтня виступила в Royal Albert Hall, де виконала свої найбільші гіти та пісні з останнього студійного альбому. 8 листопада разом з бельгійським виконавцем П'єр де Мером випустила ремікс на пісню «These Walls» у якості четвертого синглу з альбому «Radical Optimism». 19 листопада Ліпа оголосила про випуск свого першого лайв-альбому Dua Lipa Live from the Royal Albert Hall, запланованого на 6 грудня.

## Музичний стиль та артистизм
У Ліпи вокальний діапазон меццо-сопрано. Її музика здебільшого це поп-музика, а також диско, хауз і R&B. Стилістично її музика була описана як денс-поп, синті-поп, R&B, дрим-поп, альтернативний поп і піджанри нью-диско. Сама Ліпа описує свій музичний стиль як «дарк-поп». Вона також відома співом в «чіткому, хрипкому низькому регістрі». Стосовно процесу написання пісень, Ліпа каже, що зазвичай вона приходить до студії з концепцією і починає розробку пісні зі своїми співавторами.
Вона цитує Кайлі Міноуг, P!nk, Неллі Фуртаду, Кендріка Ламара і Chance the Rapper серед її музичних впливів. «Моя уява про поп-музику — це P!nk, Крістіна Агілера, Destiny’s Child і Неллі Фуртаду», — сказала Ліпа в інтерв'ю GQ у 2018 році. Її другий студійний альбом Future Nostalgia (2020) був натхненний артистами, яких вона слухала у підлітковому віці, включаючи Гвен Стефані, Мадонну, Moloko, Blondie і Outkast.

## Вплив
Дослідження, проведене Управлінням національної статистики показало, що кількість людей, народжених з іменем «Дуа» в Англії та Уельсі становила 63 особи у 2017 році, коли пісня Ліпи «New Rules» стала піснею №1 у Великій Британії; у 2019 році їхня кількість зросла до 126 осіб. У травні 2018 року вона була включена до першого списку 25 найвпливовіших британських жінок 2018 року за версією британського Vogue, де Ліпа була наймолодшою у списку у віці 22 років. Рецензія журналу схарактеризувала її пісню «New Rules» як «гімн з розширення прав і можливостей жінок, який заклав план сучасного сексуального життя», і описав її як «визначаючу культуру».
У лютому 2019 року перша воскова фігура Ліпи була представлена в Музеї мадам Тюссо в Лондоні, натхненна її появою під час виступу на фестивалі Ґластонбері 2017. Через два місяці друга воскова фігура Ліпи була представлена в Музеї мадам Тюссо в Амстердамі як натяк на її виступ на Billboard Music Awards у 2018 році.
Ліндсі Хейвенс з Billboard назвала Ліпу головною героїнею відродження диско у 2020 році через її пісню «Don't Start Now». Журнал People назвав її «майбутнім поп-музики» через успіх її другого альбому «Future Nostalgia». Вона надихнула французького фотографа Гюго Конта на його першу фотокнигу. Австралійська співачка Кайлі Міноуг занесла її до списку майбутніх 100 найвпливовіших людей світу Time 100 Next, яка у своєму огляді назвала Ліпу «сяючою зіркою». Марк Сазерленд і Джем Асвад з Variety назвали Ліпу однією з найвпливовіших жінок у світовій індустрії розваг.
Кілька воскових фігур Дуа Ліпи знаходяться в музеях воскових фігур мадам Тюссо у великих містах світу, зокрема в Лондоні, Амстердамі, Нью-Йорку, Сіднеї, Сінгапурі, Орландо, Стамбулі.

## Модні підприємства
Ліпа була на обкладинках багатьох журналів. Вона уклала контракт з Next Models. Була на обкладинці «Boom Boom Tick» для журналу Elle за січень 2016 року. У квітні 2016 року вона знову була в редакційній статті Elle. Ліпа з'явилася на обкладинці британського Vogue у листопаді 2016 року. Вона була в редакційній статті січневого випуску журналу V. Того ж місяця Ліпа з'явилася на обкладинці журналу Clash. У березні 2017 року вона стала глобальным послом американської взуттєвої кампанії Foot Locker, щоб представити жіночі колекції взуття. Ліпа була в редакційній статті для Interview, що вийшла у квітні 2017 року. У травні випустила лімітовану серію блиску для губ під назвою «Cremesheen Glass» у співпраці з MAC Cosmetics для кампанії під назвою «Future Forward». Була моделлю для редакційної статті Paper, що була опублікована 6 червня 2017 року. Вона була представлена в літньому випуску Teen Vogue за 2017 рік в редакційній статті під назвою «Fine Tuned», а також в редакційній статті InStyle за червень 2017 року. Вона була в редакційній статті під назвою «Game Changers» для осіннього випуску V 2017 року. 
Ліпа була головною героїнею рекламної кампанії осінь/зима 2017-18 італійського бренду Patrizia Pepe, а також записала кавер на пісню Шер «Bang Bang (My Baby Shot Me Down)» як саундтрек до реклами кампанії. Вона була на обкладинці і в редакційній статті листопадового номеру Evening Standard за 2017 рік. Того ж місяця вона випустили свою другу колаборацію з брендом Foot Locker для колекції осінь/зима. У січні 2018 року вона знялася в рекламному ролику кампанії Adidas Originals під назвою «Original Is Never Finished». Ліпа знялася для обкладинки квітневого номеру журналу Teen Vogue за 2018 рік. Вона була на одній з обкладинок 113-го випуску журналу V під назвою «The Music Issue», що був опублікований у травні 2018 року обмеженим тиражем. Співачка співпрацювала з модним брендом Nyden, створюючи чотири колекції одягу, але незабаром вона припинила співпрацю з брендом.
Вона була на обкладинці британського GQ за травень 2018 року, на обкладинці травневого номеру турецького видавництва Vogue за 2018 рік. Вона була на обкладинці червневого номеру британського видавництва Elle за 2018 рік. У жовтні 2018 року Ліпа брала участь в кампанії Adidas під назвою «Here to Create». Ліпа з'явилася в редакційній статті Billboard під назвою «Grammy Preview» разом із Post Malone і Ella Mai. Вона знялася на обкладинці січневого номеру британського Vogue за 2019 рік і в редакційній статті під назвою «Youth Quake». 
Вона була обличчям рекламної кампанії колекції Pepe Jeans London весна/літо-2019 і стала першим музикантом, що став глобальним послом бренду. Через декілька місяців вона запустила свою першу капсулу під тим же брендом для колекції осінь/зима, в який вона розробила одяг, натхненний модою 90-х і початку 2000-х років. До колекції увійшли блискучі та кольчужні сукні, топи, джинсові вбрання у стилі кежуал, вбрання у стилі гранж.
Ліпа була на обкладинці травневого випуску Elle за 2019 рік. У травні вона також дебютувала на модному заході Met Gala в сукні Versace. Вона знялася на одній із чотирьох обкладинок у першому випуску та редакційній статті повторного випуску The Face, що вийшов у вересні 2019 року. Того ж місяця Yves Saint Laurent презентував новий парфум «Libre», обличчям якого стала Ліпа. Вона також записала промо-кавер на пісню «I'm Free» для реклами парфуму. Наступного року вона була обличчям нової версії парфуму — «Libre Intense». Ліпа була на обкладинці та в редакційній статті жовтневого випуску іспанського видання Vogue. Знялася в ситкомі Vogue в стилі 90-х років під назвою «Dua's World», де вона надягала найкращі колекції Нью-йоркського тижня моди. 
Ліпа випустила свою другу дизайнерську колекцію з Pepe Jeans London для колекції весна/літо-2020, натхненної модою кінця 80-х і початку 90-х років. До колекції увійшли оверсайз-блейзери, кроп-топи, обтягуючі сукні та «металічні» міні-спідниці. Вона була на обкладинці та в редакційній статті під назвою «True to form» квітневого випуску Vogue Australia за 2020 рік.
Вона з’явилася в редакційній статті Rolling Stone, опублікованій у квітні 2020 року, щоб обговорити свій другий студійний альбом Future Nostalgia (2020). Знялася на обкладинці випуску Elle за травень 2020 року та в редакційній статті під назвою «Dua Lipa Gets Physical», а через кілька місяців з'явилася на обкладинках канадського та британського випусків. Вона була на обкладинці британського випуску GQ за червень 2020 року, знялася на одній із двох обкладинок журналу W «The Music Issue», опублікованого у вересні 2020 року. 
Ліпа оприлюднила свій третій дизайн з Pepe Jeans London для колекції осінь/зима-2020 і заявила, що це буде її остання співпраця з брендом під назвою «Denim decades», який був натхненний кожним десятиліттям, відколи Pepe Jeans почав продавати джинсовий одяг. У листопаді 2020 року вона підписала багаторічну угоду про партнерство з Puma, ставши глобальною амбасадоркою бренду. Вона була на обкладинці випуску Attitude за грудень 2020 року. Ліпа знялася на обкладинці британського Vogue за лютий 2021 року. Того ж місяця вона стала головною героїнею обкладинки 1348-го випуску Rolling Stone.
Вона була на обкладинці випуску Time за березень 2021 року, який представляв список «100 Next List» про «майбутніх 100 найвпливовіших людей світу». Того ж місяця вона знялася на обкладинці The New York Times «Music Issue». Ліпа розробила своє вбрання на 63-ю щорічну червону доріжку церемонії вручення премії «Греммі» з сукнею у співпраці з брендом Versace, натхненну полярним сяйвом. За цю сукню її визнали однією з найкраще одягнених знаменитостей на церемонії. До цього, на 61-й та 62-й церемоніях «Греммі» її також називали найкраще одягненою знаменитістю за її сукню Versace та діаманти Bulgari на 61-й церемонії та за сукню Alexander Wang на 62-й. У березні 2021 року вона виконала а капела свою пісню «Levitating» для реклами кампанії «Drink True» бренду Évian. Ліпа була протагоністкою кампанії бренду Puma під назвою «She Moves Us», у якій вона розробила взуття під назвою «Mayze», яке випустили у квітні 2021 року. У червні 2021 року Ліпа була оголошена обличчям кампанії Versace сезону осінь/зима-2021.
Дуа Ліпа дебютувала на подіумі Versace весна/літо-2022 на Міланському тижні моди, який супроводжувався треками з її альбому Future Nostalgia.
У травня 2023 року Ліпа з'явилася на модному заході Met Gala в сукні Chanel. Її образ був визнаний одним із найкращих на заході. Того ж місяця стало відомо, що Дуа Ліпа разом з Донателлою Версаче працюють над спільною колекцією одягу Versace High Summer “La Vacanza”. Колекція була презентована на Каннському кінофестивалі наприкінці травня.
У лютому 2024 року Дуа Ліпа стала глобальною посолкою YSL Beauty. Раніше вона була обличчям аромату «Libre» з 2019 року.

## Особисте життя
Ім'я Ліпи з албанської мови перекладається як «Я кохаю». Шанувальники час від часу з любов’ю називають її «Дула Піп», через неправильну вимову її імені американською ведучою Венді Вільямс у 2018 році. Сама Ліпа каже, що вона позитивно ставиться до такого прізвиська.
У 2013 році Ліпа розпочала стосунки з англійським шеф-кухарем Айзеком Кер'ю, вперше вони розлучилися у лютому 2017 року. З серпня 2017 по січень 2018 вона зустрічалася з американським співаком Полом Кляйном, колишнім фронтменом LANY. Потім вона відновила свої стосунки з Керью з січня 2018 по травень 2019. У червні 2019 вона розпочала стосунки з Анваром Хадід, братом американських моделей Белли та Джіджі Хадід. У грудні 2021 вони розійшлися. У 2023 році зустрічалася з французьким кінорежисером Роменом Ґаврасом.
Ліпа називає себе «почесним уболівальником "Ліверпуля"» після того, як її пісня «One Kiss» була прийнята вболівальниками футбольного клубу після її виступу на фіналі Ліги чемпіонів УЄФА 2018 року, після того як вона стала гімном «червоних» після значних перемог «Ліверпуля».
27 листопада 2022 року Ліпа отримала громадянство Албанії від президента Байрама Беґая.
З січня 2024 року у стосунках з актором Каллумом Тернером.

## Дуа Ліпа і Україна
У травні 2018 року виступала в Києві на відкритті Фіналу Ліги чемпіонів УЄФА.
Під час повномасштабного вторгнення Росії в Україну у лютому 2022 року, що є частиною російсько-української війни, публічно підтримала Україну у своїх дописах в Instagram та Twitter, а також назвала декілька способів, як можна допомогти країні.

## Громадська позиція
Під час війни в Газі зайняла пропалестинську позицію, зокрема з іншими діячами культури підписала відкритого листа президенту США Джо Байдену із закликом до припинення вогню.

## Дискографія
- 2017: Dua Lipa
- 2020: Future Nostalgia
- 2024: Radical Optimism

## Тури

#### Хедлайнерка
- 2016 UK Tour (2016)
- Hotter Than Hell Tour (2016)
- US/Europe Tour (2017)
- The Self-Titled Tour (2017—2018)
- Future Nostalgia Tour (2022)
- Radical Optimism Tour (2024—2025)

#### На розігріві
- Трой Сіван — Suburbia Tour (2016)
- Бруно Марс — 24K Magic World Tour (2017—2018)
- Coldplay — A Head Full of Dreams Tour (2017)

## Фільмографія
| Рік  | Назва                    | Роль                        | Примітки                           |
| ---- | ------------------------ | --------------------------- | ---------------------------------- |
| 2004 | Сучасна родина           | Подруга Роберта             | Другорядна роль                    |
| 2017 | Sounds Like Friday Night | Грає сама себе (співведуча) | 1 сезон, 6 епізод                  |
| 2018 | Saturday Night Live      | Музичний гість              | Епізод: «Natalie Portman/Dua Lipa» |
| 2018 | The Voice of Germany     | Грає сама себе/Радниця      | 8 сезон; команда Марка Форстера    |
| 2023 | Барбі                    | Русалка Барбі               |                                    |
| 2024 | Арґайл                   | ЛаГранж                     |                                    |

## Нагороди та номінації
| Рік  | Організація                  | Нагорода                                                       | Номінована робота                               | Результат   |
| ---- | ---------------------------- | -------------------------------------------------------------- | ----------------------------------------------- | ----------- |
| 2016 | BBC                          | Sound of… 2016                                                 | Вона сама                                       | Номінація   |
| 2016 | MTV Europe Music Awards 2016 | Best Push Act                                                  | Вона сама                                       | Номінація   |
| 2016 | Popjustice £20 Music Prize   | Best British Pop Single                                        | «Hotter Than Hell»                              | Номінація   |
| 2017 | Eurosonic Noorderslag        | European Border Breakers Awards: United Kingdom                | Вона сама                                       | Перемога    |
| 2017 | Eurosonic Noorderslag        | Public Choice                                                  | Вона сама                                       | Перемога    |
| 2017 | Eurosonic Noorderslag        | Best Newcomer of the Year                                      | Вона сама                                       | Перемога    |
| 2017 | Brit Awards                  | Critics' Choice                                                | Вона сама                                       | Номінація   |
| 2017 | NME Awards                   | Best British Female Artist                                     | Вона сама                                       | Номінація   |
| 2017 | NME Awards                   | Best New Artist                                                | Вона сама                                       | Перемога    |
| 2017 | SCTV Music Awards            | Young and Promising International Artist                       | Вона сама                                       | Перемога    |
| 2017 | Glamour Awards               | Next Breakthrough                                              | Вона сама                                       | Перемога    |
| 2017 | Teen Choice Awards           | Choice Breakout Artist                                         | Вона сама                                       | Номінація   |
| 2017 | BBC Radio 1's Teen Awards    | Best British Solo Artist                                       | Вона сама                                       | Номінація   |
| 2017 | BBC Radio 1's Teen Awards    | Best Single                                                    | «New Rules»                                     | Перемога    |
| 2017 | MTV Europe Music Awards      | Best UK & Ireland Act                                          | Вона сама                                       | Номінація   |
| 2017 | MTV Europe Music Awards      | Best New Act                                                   | Вона сама                                       | Перемога    |
| 2017 | MTV Europe Music Awards      | Best Look                                                      | Вона сама                                       | Номінація   |
| 2017 | Telehit Awards               | Emerging Artist in Networks                                    | Вона сама                                       | Номінація   |
| 2017 | UK Music Video Awards        | Best Pop Video — UK                                            | «New Rules»                                     | Перемога    |
| 2017 | UK Music Video Awards        | VEVO Must See Award                                            | «New Rules»                                     | Номінація   |
| 2017 | BAMA Music Awards            | BAMA's Best Video                                              | «New Rules»                                     | Номінація   |
| 2017 | Urban Music Awards           | Best Pop Act                                                   | Вона сама                                       | Номінація   |
| 2017 | BBC Music Awards             | Album of the Year                                              | Dua Lipa                                        | Номінація   |
| 2017 | The Beano Awards             | Pop Song of the Year                                           | «New Rules»                                     | Номінація   |
| 2018 | Wish 107.5 Music Awards      | Wishclusive Performance of the Year by an International Artist | «Blow Your Mind (Mwah)»                         | Перемога    |
| 2018 | Global Awards                | Best Song                                                      | «New Rules»                                     | Номінація   |
| 2018 | Global Awards                | Best Female                                                    | Вона сама                                       | Номінація   |
| 2018 | Global Awards                | Rising Star Award                                              | Вона сама                                       | Номінація   |
| 2018 | Global Awards                | Best Pop                                                       | Вона сама                                       | Номінація   |
| 2018 | Brit Awards                  | MasterCard British Album of the Year                           | Dua Lipa                                        | Номінація   |
| 2018 | Brit Awards                  | British Breakthrough Act                                       | Вона сама                                       | Перемога    |
| 2018 | Brit Awards                  | British Female Solo Artist                                     | Вона сама                                       | Перемога    |
| 2018 | Brit Awards                  | British Single of the Year                                     | «New Rules»                                     | Номінація   |
| 2018 | Brit Awards                  | British Video                                                  | «New Rules»                                     | Усунутий(а) |
| 2018 | Gaygalan Awards              | International Song of the Year                                 | «New Rules»                                     | Номінація   |
| 2018 | iHeartRadio Music Awards     | Найкраще музичне відео                                         | «New Rules»                                     | Номінація   |
| 2018 | WDM Radio Awards             | Best Bass Track                                                | «Scared to Be Lonely» (за участю Martin Garrix) | Перемога    |
| 2018 | WDM Radio Awards             | Найкращий електроний вокаліст                                  | Вона сама                                       | Перемога    |
| 2018 | GRAMMYs                      | Найкращий новий артист                                         | Вона сама                                       | Перемога    |
| 2018 | GRAMMYs                      | Найкращий танцювальний сингл                                   | «Electricity» (за участю Diplo, Mark Ronson)    | Перемога    |